# Maria Pascuala Caro Sureda
Maria Pascuala Caro Sureda (* 17. Juli 1768 in Palma, Spanien; † 12. Dezember 1827 ebenda) war eine spanische Mathematikerin und Priorin.

## Leben und Werk
Sureda war eine von zwei Töchtern des zweiten Marquis de la Romana, Pedro Caro Fontes y Maza de Lizana, und von Margalida Sureda de Togores. Ihr Vater entstammte einer Familie der valencianischen Aristokratie und ihre Mutter entstammte der alten mallorquinischen Adelsfamilie Sureda-Valero. Ihre Brüder konnten an der Universität studieren, sie und ihre Schwester jedoch aufgrund ihres Geschlechts nicht. Sureda verfügte über Kenntnisse in mehreren Sprachen wie Latein, Arabisch, Italienisch und Französisch. Ihr Bruder Joan Caro Sureda-Valero i Togores wurde Generalkapitän von Katalonien, ihr Bruder Josep Caro i Sureda wurde ein Ritter des Johanniterordens von Jerusalem und ihr Bruder Pedro Caro y Sureda de la Romana war ein spanischer General während des Napoleonischen Krieges in Spanien. Ihre Schwester soll Leiterin der Zeichenklasse an der Akademie von San Carlos in Valencia gewesen sein und Sureda beschäftigte sich mit Naturwissenschaften. 1779 wurde sie Acadèmica de Mèrit de la Acadèmia de San Carlos a València. Im Alter von zwölf Jahren soll sie eine öffentliche Diskussion an der Universität Valencia geführt haben.
1781 schrieb sie das Werk Ensayo de Historia, Física y Matemáticas, welches im valencianischen Verlag von Benito Monfort veröffentlicht wurde. Sie zeigte in diesem Handbuch umfangreiche Kenntnisse der Trigonometrie und es wurde ein Werk für das Studium der Mathematik. Später promovierte sie in Philosophie an der Literarischen Universität von Valencia, was damals für eine Frau ungewöhnlich war. Sie war nach María Isidra de Guzmán y de la Cerda die zweite spanische Frau, die einen Doktortitel in Philosophie erhielt. Diese Art von öffentlicher Prüfung wurde in jenen Jahren nur bei wenigen Frauen durchgeführt, um ihr Wissen öffentlich zu zeigen. Dies war in Spanien neben Suredo bei Rosario Cepeda oder María Isidra de Guzmán der Fall.
1789 trat sie in das Kloster der Dominikaner von Santa Catalina de Siena in Palma de Mallorca ein, wo sie Priorin wurde. Das Kloster gehörte zu den drei neuen Klostergründungen für Frauen im 17. Jahrhundert in der Ciutat de Mallorca. In diesem Kloster schrieb sie weitere Werke, die als Manuskripte erhalten geblieben sind. Sie starb im Alter von 59 Jahren.

## Veröffentlichungen (Auswahl)
- Ensayo de Historia, Física y Matemáticas. Benito Monfort, Valencia, 1781.
- Novena de nacimiento de Nuestro Señor Jesucristo.
- Poesías Místicas.

## Ehrungen
- Die Calle de Maria Pasquala Caro Sureda in Palma ist nach ihr benannt.[5]